# Munkagårda
Munkagårda är en bebyggelse i Svalövs socken i Svalövs kommun i Skåne län. SCB avgränsade här från 2010 till 2023 en småort.

## Historia
Munkagårda by, som en gång tillhört Herrevads kloster. 1579 fick Axel Tönnesen Viffert 4 gårdar i Munkegårda att förvalta i det så kallade Svalövs län. Dessa gårdar hade tillhört Herrevad men kom efter reformationen i danska kronans ägo. Gårdarna i Svalövs län kom aldrig i Axelvolds ägo utan återlöstes av kronan. 1651 års decimantjordebok visar att i Svalöv fanns inte någon självägande bonde utan alla bönder var krono- eller frälsebönder. Efter detta kom byn i olika ägares hand vilket framgår enskiftesprotokollet. Munkagårda by bestod tydligen ursprungligen av 2 gårdar på ett mantal vardera, senare före 1579 delade i 4 gårdar på ett halvt mantal.
1685 tvingades släkten Ulfstand på Axelvold pantsätta flera gårdar i Munkagårda och Svalöv som sedan övergick i släkten Thotts ägo. 1711 dömdes fjädringsman Rasmus Jeppsson i Munkatofta för "otrohet mot sin rätta överhet 1709". Han hade ivrat för Danmark i kriget,

### Enskifte 1824
Munkagårda by enskiftades 1824. Gårdarna ägdes mest av enskilda ägare och vissa hemman var ägosplittrade i hög grad.
- Nr 1 frälse 1/2 mantal tillhörde H W Berg von Linde och beboddes av 2 åboar.
- Nr 2 skatte 1/2 mantal ägdes av Knut Arfwedsson och Nils Olsson vardera 1/4 mantal.
- Nr 3 frälse 1/2 mantal Weste Pålsson ägde 7/32 mantal, och Otto Berg von Linde 1/8 mantal, Sven Jönsson 1/16 mantal, Per Nilsson 1/16 mantal och slutligen Pehr Jönsson och Anders Pehrsson vardera 1 /64 mantal.
- Nr 4 frälse 1/2 mantal ägdes av Åke Svensson 1/4 mantal och Åke Nilsson 5/24 och Thor Jönsson 1/24 mantal, men dessutom fanns en Pehr Jönsson som köpt delar av Åke Nilsson och Thor Jönsson.
- Nr 5 gatuhus var också splittrat på flera ägare.

Flera av delägarna blev missnöjda med skiftet och vill inte underskriva det. 5 av delägarna fick bo kvar i byn medan restes flyttades ur byn.

### Bebyggelse vid skiftet
Samtliga hus i byns gårdar var vid skiftet 1824 byggda i korsvirke. Till skillnad från i Södra Svalöv hade byborna i Munkagårda välskötta trädgårdar med många fruktträd. På nr 1 hade man 80 fruktträd och ett annat hemman hade 76 fruktträd. Förutom detta fanns ofta vilda träd i stort antal. Inget av hemmanen saknade fruktträd eller prydnadsträd i byn.
1859 började småskolans historia i Munkagårda där undervisningen bedrevs i hem i ett hus nära smedjan. 1873 byggdes en ny småskola i Munkagårda by och där blev Pernilla Persdotter första lärarinna. Hon var född i byn fick hjälp av byborna med ett lån för att studera på seminariet i Landskrona. Hon tjänstgjorde sedan i skolan till 1882 då hon gifte sig. Småskolan i Munkagårda fanns kvar 1922 då den enligt Svensk folkskolematrikel hade en lärare och 27 elever.

### Byn 1932
1932 fanns 17 jordbruksfastigheter och 38 andra fastigheter i byn. Munkagårda nr 2 kallades Bökshill och var största gården i byn med 92 hektar 1932, nr 3 var en gård med 63 hektar och nr 4 hade 58 hektar,
I Munkagårda var en livaktigare by på 1930-talet. Här fanns en kooperativ affär och här bodde många som arbetade på storgården Lönstorp som vid denna tid hörde till Sveriges Utsädesförening.

### Byn i nutid
Enligt Länsstyrelsens beskrivning finns i byn flera äldre hus från 1800-tal med röd locklistpanel eller med putsade fasader. I övrigt är husen från 1900-talet. 2016 beskriver Svalövs kommun byn så här : Munkagårda, en småby nära Svalöv med ca 40 hus. Byn saknar service och bussförbindelser.